# 田中正之 (美術史家)
田中 正之（たなか まさゆき、1963年〜）は、日本の美術史家。専門は西洋近現代美術史。国立西洋美術館館長（2021年〜）、武蔵野美術大学客員教授。

## 概要
1963年、東京都生まれ。東京大学大学院人文科学研究科博士課程中退。1990年 - 1995年ニューヨーク大学美術研究所に学ぶ。1996年から2007年まで国立西洋美術館に勤務。2007年、武蔵野美術大学准教授に着任。
武蔵野美術大学教授（2009年 - 2013年）と武蔵野美術大学 美術館・図書館館長（2011年 - 2014年）を兼任。2021年4月1日、国立西洋美術館館長に就任。

## 企画
- 「ピカソ 子供の世界」（2000年）
- 「マティス展」（2004年）
- 「ムンク展」（2007年 - 2008年）[4]
- 「パリ ポンピドゥーセンター　キュビスム展 ― 美の革命」（2023年）

## 主な著書

### 編著
- 西洋近代の都市と芸術 第7巻 ニューヨーク　錯乱する都市の夢と現実（竹林舎、2017年1月、ISBN 978-4-902084-69-6）
- 現代アート10講（武蔵野美術大学出版局、2017年4月、ISBN 978-4-86463-057-3）

### 監修
- 西洋美術史（美術出版社、2021年12月、ISBN 978-4568389081）
- 西洋絵画を知る100章（平凡社、2022年10月、ISBN 9784582946161）